# Naples, Florida
Naples är en stad (city) i Collier County, i delstaten Florida, USA. Enligt United States Census Bureau har staden en folkmängd på 19 939 invånare (2011) och en landarea på 31,9 km². Naples är huvudort i Collier County.